# Європейська спілка есперанто
Європейська спілка есперанто (есп. Eŭropa Esperanto-Unio) об'єднує національні асоціації есперанто держав ЄС, проводить кожні два роки конгреси в Маріборі, Словенія. У липні-серпні 2007 року на конгресі були присутні 256 делегатів з 28 країн, в тому числі два члени Європарламенту: Малгожата Гандзлік з Польщі та Людмила Новак з Словенії.
У грудні 2009 року Європейський союз есперанто надрукував Повносторінкове оголошення у французькій газеті «Монд», що закликає до використання мови есперанто замість англійської.
У 2011 році Президентом Європейського союзу есперанто був Шон О'Райн (Seán Ó Riain).

## Конгреси
До 2012 року конгрес Європейського Союзу есперантистів (KEEU) поза Словенією збирався 11 разів. Темою конгресу 2012 року було «вивчення мови в ЄС.»
| N° | Дата             | Місто            | Країна    | Учасники | Країни |
| -- | ---------------- | ---------------- | --------- | -------- | ------ |
| 10 | 2014-07-06/12    | Рижеко           | Хорватія  | 146      | 21     |
| 9  | 2012-07-16/20    | Галіво           | Ірландія  | 157      | 28     |
| 8  | 2008-05-28/06-02 | Herzberg am Harz | Німеччина | 400      | 23     |
| 7  | 2007-07-28/08-04 | Марібото         | Словенія  | 256      | 29     |
| 6  | 2004-08-25/29    | Більбао          | Іспанія   | 284      | 24     |
| 5  | 2002             | Верона           | Італія    |          |        |
| 4  | 2000-04-27/05-01 | Остедо           | Бельгія   | 400      |        |
| 3  | 1997             | Штутгарт         | Німеччина |          |        |
| 2  | 1995-06-02/06    | Париж            | Франція   | > 400    |        |
| 1  | 1992             | Верона           | Італія    |          |        |

На конгресі 2011 року, що проходив в Копенгагені, було ухвалено такі рішення:
1. 2012 рік було проголошено «Роком Тібора Секела», до 100—річчя від дня його народження. Цитата: «Секела (Sekelj) був не тільки видатним есперантистом, але й надуспішним письменником, який написав понад 20 книг. Третина його книг була написана мовою есперанто і перекладена багатьма мовами. Він був дослідником, географом, археологом, етнографом, журналістом, режисером, відомим есперантистом. Він заснував близько десяти національних асоціацій, в основному в Азії і Південній Америці.»
2. Було підтримано ініціативу громадян ЄС співати європейський гімн мовою есперанто.